# Guivel (Douroum)
Ne doit pas être confondu avec Guivel (Meri).
Guivel (Douroum) est un village situé dans la Région de l'Extrême-Nord du Cameroun, dans le département du Diamaré et la commune de Meri. Il dépend du canton de Douroum et ne doit pas être confondu avec son homonyme Guivel (Meri) qui relève du canton de Meri, bien que tous les deux se trouvent dans l'arrondissement de Meri.

## Population
En 1974, la localité comptait 836 habitants, des Moufou.
Lors du recensement de 2005, on y a dénombré 2 891 personnes.

## Économie

### Éducation
Guivel compte trois écoles publiques depuis 1987. En 2016, l'état général des bâtiments est jugé passable, mais pas de clôture, ni de points d'eau, ni de réseau d’assainissement et de système de reboisement.

### Alimentation électrique
Sur le plan de l'alimentation en énergie électrique, Guivel a deux quartiers desservis, un transformateur, 40 poteaux installés. Il n’existe pas de comité de village pour l’extension du réseau.

### Commerce et autres activités
Guivel comprend deux magasins, un complexe commercial et un grenier. La construction d'un hangar au marché est envisagé dans le plan communal ;
En 2016 la localité de Guivel est classée 5e dans l’ordre de financement du plan communal.